# ذخیره‌گاه طبیعی سوخوندو
ذخیره‌گاه طبیعی سوخوندو (انگلیسی: Sokhondo Nature Reserve) یک ذخیره‌گاه و منطقه حفاظت شده در استان چیتای کشور روسیه است.